# Territornis
Territornis és un gènere d'ocells de la família dels melifàgids (Meliphagidae).

## Taxonomia
Segons la classificació del Congrés Ornitològic Internacional (versió 10.2, 2020) aquest gènere està format per 3 espècies:
- Territornis reticulata - menjamel reticulat.
- Territornis fordiana - menjamel de Kimberley.
- Territornis albilineata - menjamel galta-ratllat.